# 新花織高校恋愛サスペンス
『新花織高校恋愛サスペンス』（しんかおりこうこう れんあいサスペンス）は、藤本ひとみによる日本のライトノベルシリーズ。通称「新花織」。イラストはさいとうちほ。
『花織高校恋愛スキャンダル』のイラスト担当者が留学し、シリーズ最終巻『マシュマロ寓話』の発行の目途が立たないままでいた。そこで、同シリーズの人気キャラ・美馬貴司をメインとした新しいシリーズが始まることとなった（結局、『マシュマロ寓話』は出版されないまま終わった）。
同作者の『まんが家マリナ・シリーズ』『ユメミと銀のバラ騎士団』『花織高校恋愛スキャンダル』と同じ世界観であるが、これら3作品と共に未完のまま絶版となっている（『ユメミ～』のみ2013年から『夢美と銀の薔薇騎士団』としてリメイク・再版している）。

## あらすじ
親友若林麻子から男に振られたと泣きつかれた春野花純。花純は麻子を振ったという中学生美馬貴司に抗議しに行く。女慣れした美馬に軽くあしらわれた花純だったが、そのあと麻子にトラブルが起こり始め、美馬と共に解決に立ち向かうこととなる。次第に美馬に惹かれはじめる花純。ところが母と美馬の父が再婚することとなった。美馬はそれを知った上で花純に一目ぼれしたと告げるが、母と親友のこともあって花純は断る。やがて母の再婚のため、花純は母と一緒に美馬家に住むこととなった。
惹かれ合う者同士が身近にいるとあって気持ちは止まらず、二人は恋人同士になる。だが、美馬のテニススランプ、昔の親友、大人の女、過去の女と次々に障害が押し寄せ、二人は「もう一度出会って恋をしよう」と別れることにしたのだった。

## 主な登場人物
春野花純（はるの かすみ）
花織高校2年生17歳。陸上部とバスケット部所属。運動神経バツグンで頭も悪くなく、美人でスタイルが良くもてるが、男勝りで直情的な性格が災いして過去11人に振られている。
美馬貴司（みま たかし）
青湘中3年生15歳。美馬コンツェルンの御曹子。小学校から中学1年までパリで育った帰国子女でもある。プロピアニストにその才能を認められるほどの腕前。プロテニスプレイヤーを目指し、テニスに情熱を注いでいる。
容姿端麗文武両道、人呼んで「プラチナブレスの美馬貴司」
若林麻子（わかばやし あさこ）
花織高校2年生17歳。花純の親友で、年下の美馬に告白して振られたもののまだ諦めていない。
高柴達郎（たかしば たつろう）
花織高校2年生17歳。花純と同じ陸上部に所属するエース。花純は気の合う男友達と思っているが、高柴は花純に片思いしている。
黒田凱（くろだ がい）
美馬家に居候。麗とは血の繋がらない義兄弟。花純と美馬のよき相談相手となる。
黒田麗（くろだ れい）
美馬家の居候。世界的なハープ奏者でもある。麗とは血の繋がらない義理の兄弟。
北条亜絵香（ほうじょう あえか）
美馬の従妹。古語「あえか」の名に恥じない容姿をしている。花純母子をよく思っていない。
ジョゼ・オスカー・ジェッタ
プロテニスプレイヤー。かつて美馬とダブルスを組んでいた。
ジーナ・オブライエン
美馬が憧れていた、元プロテニスプレイヤー。スランプに落ちた美馬のコーチになる。

## 小説
- 新花織高校恋愛サスペンス 君のためのプレリュード - 集英社、1990年3月2日発売[1]、ISBN 4-08-611388-0
- 新花織高校恋愛サスペンス さよならのラブソング - 集英社、1990年8月3日発売[2]、ISBN 4-08-611441-0
- 新花織高校恋愛サスペンス 一度だけセレナーデ - 集英社、1991年1月3日発売[3]、ISBN 4-08-611492-5
- 新花織高校恋愛サスペンス 星色のフィナーレ - 集英社、1991年5月2日発売[4]、ISBN 4-08-611528-X
- 新花織高校恋愛サスペンス 恋愛ノクターン - 集英社、1991年11月1日発売[5]、ISBN 4-08-611582-4
- 新花織高校恋愛サスペンス 恋人たちのパシォン - 集英社、1992年7月3日発売[6]、ISBN 4-08-611652-9
- 新花織高校恋愛サスペンス めぐり逢いのデュオ - 集英社、1994年1月3日発売[7]、ISBN 4-08-611815-7
- 新花織高校恋愛サスペンス番外編 薔薇のソナタ - 集英社、1994年5月2日発売[8]、ISBN 4-08-611845-9

## ドラマCD
新花織高校恋愛サスペンス 一度だけセレナーデ - 集英社、1992年12月
- 春野花純：日髙のり子
- 美馬貴司：井上和彦
- 若林麻子：遠藤勝代
- 高柴達朗：難波克弘
- 黒田麗：子安武人
- 黒田凱：平松広和
- 北条亜絵香：岡村明美
- 春野真純：島本須美
- 貴司の父：納谷六朗

新花織高校恋愛サスペンス 恋人たちのパシォン - 集英社、1994年3月
- 春野花純：三石琴乃
- 美馬貴司：森且行
- 黒田 凱：佐々木望
- 黒田 麗：飛田展男
- ジョゼ・オスカー・ジェッタ：子安武人
- ジーナ・オブライエン：佐久間レイ